# Edda Hannesdóttir
Guðlaug Edda Hannesdóttir, née le 8 décembre 1994 à Reykjavík est une triathlète professionnelle islandaise, championne du monde d'aquathlon en 2018.

## Biographie

### Jeunesse
Lors de la saison 2018, elle s'entraine avec l'équipe du Danemark de triathlon, car elle étudie à l'Université du Danemark du Sud. Elle remporte cette saison là le titre de championne du monde d'aquathlon, dont la compétition à lieu à Fyn au Danemark. La même année, elle est championne nordique U23 de triathlon.

### Carrière
En 2020, elle  remporte le titre de championne d'Islande de 10 km sur route, en réalisant la 2e meilleure performance pour une athlète islandaise sur cette distance.
Les saisons suivantes sont plus compliquées pour Edda Hannesdótti qui enchaine les blessures, dont une grave à la hanche qui a nécessité une opération. Elle réussit cependant à se qualifier pour les Jeux olympiques de Paris 2024,, elle réalise ainsi la première qualification d'une triathlète pour l’Islande.
Elle est désignée comme porte-drapeau de la sélection islandaise pour la cérémonie d'ouverture. Elle se prépare avant les Jeux avec l'équipe nationale danoise et sa partenaire d'entrainement Alberte Kjær Pedersen. Edda termine à la 51e place, et dernière classée.

### Vie privée
Depuis 2020, elle est en couple avec le nageur islandais Anton Sveinn McKee (en), (quatre olympiades en natation), ensemble ils ont ouvert en 2021 une collecte de fond sur internet, où ils ont obtenus 23 400 dollars pour la chirurgie de la hanche d'Edda en espérant son retour dans le peloton élite de triathlon. Son opération dans un hôpital américain a duré deux fois plus de temps que prévu en juin 2021. Edda fait partie des 1319 athlètes en 2024, soutenu par le fond de solidarité olympique, permettant un soutien financier aux athlètes talentueux des petits pays pour une meilleure chance de se qualifier pour les Jeux Olympiques.

## Palmarès

### En triathlon
Le tableau présente les résultats les plus significatifs (podium) obtenus sur le circuit international de triathlon et d'aquathlon depuis 2018.
| Année | Compétition                                | Pays        | Position           | Temps          |
| ----- | ------------------------------------------ | ----------- | ------------------ | -------------- |
| 2024  | Coupe d'Asie - l'étape sprint de Pokhara   | Népal       | Médaille d'or      | 1 h 0 min 6 s  |
| 2024  | Coupe d'Asie - l'étape sprint de Subic Bay | Philippines | Médaille d'argent  | 1 h 1 min 32 s |
| 2024  | Coupe d'Asie - l'étape sprint d'Osaka      | Japon       | Médaille de bronze | 59 min 58 s    |
| 2019  | Coupe d'Afrique - l'étape sprint de Dakhla | Maroc       | Médaille d'argent  | 1 h 5 min 41 s |
| 2019  | Coupe d'Europe - l'étape sprint de Malmö   | Suède       | Médaille de bronze | 1 h 0 min 11 s |
| 2018  | Championnats du monde d'aquathlon          | Danemark    | Médaille d'or      | 31 min 15 s    |

### En athlétisme
- 2020 : Championne d'Islande du 10km sur route[3]